# Revolución Ciudadana
Revolución Ciudadana fue un proyecto político y socioeconómico formulado por una coalición de políticos de izquierda con una variedad de organizaciones sociales en Ecuador. A través de la implementación de la Revolución Ciudadana, el presidente Rafael Correa, quien fuera el líder de Alianza PAIS, buscó desde 2008 hasta 2017 lograr gradualmente la reconstrucción socialista de la sociedad ecuatoriana.

## Orígenes

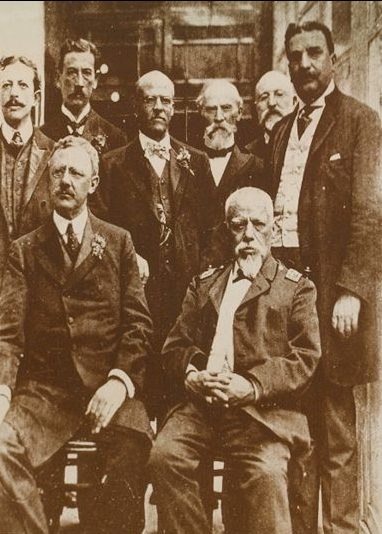
1908: primera fila, Archer Harman y Eloy Alfaro; segundo: Alfredo Monge, Crnel. Belisario Torres, Dr. César Borja Lavayen, Gral. Francisco Hipólito Moncayo, William Fox y Amalio Puga

La base de la Revolución Ciudadana es la Revolución Liberal de 1895 liderada por Eloy Alfaro (1842-1912) y los ideales del socialismo del siglo XXI.

## Base
La Revolución Ciudadana se basaba en los Cinco Ejes de la Revolución Ciudadana, que apuntalaban el Plan Nacional del Buen Vivir 2009-2013 que establecía:
...nuevos horizontes orientados a materializar y radicalizar el proyecto de cambio de la Revolución Ciudadana para la construcción de un Estado Plurinacional e Intercultural y, finalmente, para la consecución de Buen vivir para todos los ecuatorianos.
Buscó reinstitucionalizar al Estado sobre la base ciudadana, además de afianzar las capacidades regulatorias del Estado en la economía; gracias a la Constitución de 2008. En dicha constitución se buscaba garantizar derechos más amplios, priorizando a las condiciones de vida y de trabajo de la población por sobre los intereses del capital.

### Plan nacional para el buen vivir
Para la planificación y ejecución de los objetivos de la revolución ciudadana, su planificación fue plasmada en un plan nacional, que constituía una obligación para todos los Ministros adherirse y trabajar para consolidarlo.
Este plan en esencia es una planificación que permite mejorar el estilo de vida de cada uno de los más de 15 millones de ecuatorianos, para dotar de carreteras, puertos, hospitales, empresas públicas, que trabajen al servicio del país y que garanticen las condiciones de vida de los ciudadanos.
En dicho plan se plasmaban entre otras cosas: lineamientos estratégicos, metas y elementos de trabajo a nivel estatal. Se plantearon tres diferentes planes, para los periodos 2009-2013, 2013-2017, 2017-2021.

## Políticas económicas "La década ganada"
La política estatal se caracterizó por inversión en obra pública como infraestructura y mejora en los servicios públicos. Basándose en tres ejes: 
- Desarrollo y modernización de la economía
- Progreso material
- Logros sociales

Dichas obras se financiaron gracias al aumento en la eficiencia en la recaudación, los ingresos producto de los excedentes petroleros y uso de fondos estatales depositados en el exterior.

## Políticas sociales "Socialismo del Buen Vivir"
Se propuso como visión social una articulación entre la lucha por la justicia social, la igualdad y la abolición de los privilegios, con la construcción de una sociedad que respete la diversidad y la naturaleza. Teniendo como fin defender y fortalecer la sociedad, el trabajo y la vida en todas sus formas.

## Principales políticas exteriores
Ecuador decidió terminar su relación crediticia con el Fondo Monetario Internacional, renegoció los contratos petroleros y se reincorporó a la OPEP. Ecuador también participó activamente en el proyecto para integrar a los países de América del Sur en un solo bloque económico y político en UNASUR, la Unión de Naciones Suramericanas, cuyo recinto principal se encontraba en Quito, y fue fundamental en la creación del Banco del Sur, un fondo monetario sudamericano, banco de desarrollo y entidad crediticia cuyo convenio fundacional se firmó el 26 de septiembre de 2009. Todas estas medidas fueron deshechas por el gobierno de Lenin Moreno, sucesor del gobierno de Rafael Correa.

## Etapa posterior al 2017
Tras el giro a la derecha de la Alianza PAIS y el exilio de su líder histórico, sus seguidores se separaron del partido para fundar un nuevo llamado así por la filosofía, el Movimiento Revolución Ciudadana. Con el cual buscaron sin éxito regresar al poder en las elecciones presidenciales de 2021, fungiendo como candidato el hasta entonces desconocido Andrés Arauz, perdiendo en segunda vuelta con el derechista Guillermo Lasso, con el 47,50% de los votos válidos.

## Críticas
Además de las feroces críticas al gobierno, cuyos opositores lo acusaron de abuso de poder, el proyecto de la revolución ciudadana fue criticado, entre otras cosas, por su falta de compromiso en la reducción del déficit fiscal y no priorizar sobre problemas medioambientales.